# مشيخة القطيبي
مشيخة القطيبي هي كيان سياسي كان قائماً إلى الغرب من محمية عدن وذلك في عهد الاستعمار البريطاني. حيث كانت كيانا سياسيا مستقلا لم تنظم لامارة الضالع ولا لسلطنة لحج. (يراجع كتاب القمندان ملوك عدن ولحج وكتاب للذيباني :حقبة الدهر للإنسان تحكي عن أخبار ردفان)1963 قام أبناؤها بالثورة المسلحة ضد بريطانية وكانت بداية الثورة في جنوب اليمن وسقط أول شهيد من أبنائها وهو راجح بن غالب لبوزة وأصبحت المنطقة تعرف من قبل البريطانيين باسم منطقة الذئاب الحمر (Red Wolves) وذلك لضراوة القتال في تلك المنطقة